# James Mackay
James Mackay (Sydney, 20 luglio 1984) è un attore australiano.

## Biografia
Mackay ha frequentato la Sydney Grammar School di Sydney in Australia, dove iniziò a partecipare alle recite scolastiche.
Ha studiato all’università di Sydney dove ha ottenuto un Bachelor of Arts in storia e letteratura inglese, prima di studiare al Western Australian Academy of Performing Arts a Perth.

## Carriera

### Carriera teatrale
Nel 2013 Mackay ha interpretato Irwin nello spettacolo di Alan Bennett The History Boys alla Sydney Opera House, assieme a John Wood, Heather Mitchell e Paul Goddard. Nel 2012 si esibì con la Sydney Theatre Company nel ruolo di Danceny in Les Liaisons Dangereuses, con Hugo Weaving e Pamela Rabe.
James è un associato artistico della compagnia teatrale indipendente Cry Havoc. Ha lavorato con la compagnia in due occasioni: la prima nel 2009 in Giulio Cesare di William Shakespeare in cui interpretava Marco Antonio e la seconda nel 2010 in Le tre sorelle di Anton Chekhov in cui interpretava Andrei e per il quale ha anche partecipato alla colonna sonora.

## Filmografia

### Cinema
- Non avere paura del buio (Don't Be Afraid of the Dark), regia di Troy Nixey (2010)
- Burning Man, regia di Jonathan Teplitzky (2011)
- Being Venice, regia di Miro Bilbrough (2012)
- Redd Inc., regia di Daniel Krige (2012)
- Time Traveller, regia di Roland Joffé (2013)
- Skin Deep, regia di Jonnie Leahy (2015)
- The Dressmaker - Il diavolo è tornato (The Dressmaker), regia di Jocelyn Moorhouse (2015)
- La battaglia di Hacksaw Ridge (Hacksaw Ridge), regia di Mel Gibson (2016)
- Pirati dei Caraibi - La vendetta di Salazar (Pirates of the Caribbean: Dead Men Tell No Tales), regia di Joachim Rønning ed Espen Sandberg (2017)
- La battaglia dei sessi (Battle of the Sexes), regia di Jonathan Dayton e Valerie Faris (2017)

### Televisione
- Rescue Special Ops – serie TV, episodio 2x09 (2010)
- Panic at Rock Island, regia di Tony Tilse – film TV (2011)
- The Straits – serie TV, 5 episodi (2012)
- The Tomorrow People – serie TV, 2 episodi (2014)
- The Leftovers - Svaniti nel nulla (The Leftovers) – serie TV, episodio 3x04 (2017)
- Love Child – serie TV, episodio 4x03 (2017)
- Dynasty – serie TV, 29 episodi (2017-2019, 2022)

## Premi
A giugno 2013 James ha ricevuto la quinta borsa di studio annuale della Australians in Film in memoria di Heath Ledger.

## Doppiatori italiani
- Gianfranco Miranda in The Dressmaker - Il diavolo è tornato, Dynasty
- Alessandro Rigotti in Pirati dei Caraibi - La vendetta di Salazar
- Edoardo Stoppacciaro ne La battaglia dei sessi
- Emiliano Coltorti in Non avere paura del buio